# Championnat des Bermudes de football 2019-2020
Navigation
Édition précédente Édition suivante
La saison 2019-2020 du Championnat des Bermudes de football est la cinquante-septième édition de la Bermudian Premier Division, le championnat de première division aux Bermudes. Les dix meilleures équipes des îles sont regroupées en une poule unique.
Les PHC Zebras sont le tenant du titre. Ce sont les North Village Rams qui sont sacrés pour la neuvième fois de leur histoire.
Cette édition est perturbée par la pandémie de Covid-19 qui contraint à la suspension du championnat à une journée de son terme. Une décision du 27 mai 2020 détermine le sort de la compétition lorsqu'il est acté que les rencontres de la dernière journées ne seraient pas jouées et qu'un résultat nul et vierge de 0-0 serait attribué à celles-ci. Le classement n'évolue donc pas. Et si à l'origine, deux clubs devaient être relégués en deuxième division, seuls les Boulevard Blazers descendent au niveau inférieur, ceci entraînant une compétition à onze équipes pour l'édition 2020-2021.

## Les équipes participantes
| \| Zebras Robin Hood Blazers Hornets Cougars Warriors Rams Trojans Rangers Eagles \| Localisation des équipes engagées. |
| Zebras Robin Hood Blazers Hornets Cougars Warriors Rams Trojans Rangers Eagles                                          |

Initialement, les Somerset Trojans, classés neuvième de la dernière édition, sont relégués en First Division. Néanmoins, après le retrait des BAA Wanderers, pourtant sportivement maintenus, la fédération des Bermudes de football propose aux Trojans de réintégrer le championnat d'élite, ce qu'ils acceptent le 25 juillet 2019.
| Club                | Classement 2018-2019 | Paroisse       | Stade                       |
| ------------------- | -------------------- | -------------- | --------------------------- |
| PHC Zebras          | Champion             | Warwick        | PHC Field                   |
| Robin Hood          | 2e                   | Pembroke       | Goose Gosling Field         |
| Dandy Town Hornets  | 3e                   | Pembroke       | St John's Field             |
| Devonshire Cougars  | 4e                   | Devonshire     | Devonshire Recreation Club  |
| X-Roads Warriors    | 5e                   | Saint George's | Garrison Field              |
| Boulevard Blazers   | 7e                   | Pembroke       | Goose Gosling Field         |
| North Village Rams  | 8e                   | Pembroke       | Bernard's Park              |
| Somerset Trojans    | 9e                   | Sandys         | Somerset Cricket Club Field |
| Southampton Rangers | Champion de D2       | Southampton    | Southampton Oval            |
| Somerset Eagles     | Vice-champion de D2  | Sandys         | White Hill Field            |

Légende des couleurs
- Tenant du titre
- Promu de Premier Division

## Compétition
Le barème utilisé pour établir le classement est le suivant :
- Victoire : 3 points
- Match nul : 1 point
- Défaite : 0 point

### Classement
| Rang | Équipe                | Pts | J  | G  | N | P  | Bp | Bc | Diff |
| ---- | --------------------- | --- | -- | -- | - | -- | -- | -- | ---- |
| 1    | North Village Rams    | 40  | 18 | 12 | 4 | 2  | 39 | 15 | +24  |
| 2    | Dandy Town Hornets    | 35  | 18 | 10 | 5 | 3  | 40 | 25 | +15  |
| 3    | Robin Hood            | 32  | 18 | 8  | 8 | 2  | 43 | 17 | +26  |
| 4    | PHC Zebras T          | 31  | 18 | 10 | 1 | 7  | 40 | 31 | +9   |
| 5    | Somerset Trojans      | 23  | 18 | 6  | 5 | 7  | 28 | 35 | -7   |
| 6    | Southampton Rangers P | 21  | 18 | 6  | 3 | 9  | 22 | 26 | -4   |
| 7    | Devonshire Cougars    | 21  | 18 | 6  | 3 | 9  | 24 | 33 | -9   |
| 8    | X-Roads Warriors      | 20  | 18 | 5  | 5 | 8  | 38 | 38 | 0    |
| 9    | Somerset Eagles P     | 19  | 18 | 4  | 7 | 7  | 25 | 33 | -8   |
| 10   | Boulevard Blazers     | 6   | 18 | 1  | 3 | 14 | 10 | 56 | -46  |

|  | Champion des Bermudes 2019-2020                 |
|  | Relégation en First Division                    |
|  | T : Tenant du titre P : Promu de First Division |

### Résultats
| Résultats (▼dom., ►ext.)                                   | BBZ  | DTH | DVC | NVR | PHC | RBH | SSE | SST | SOU | XRW |
| Boulevard Blazers                                          |      | 0-3 | 4-2 | 0-3 | 0-2 | 0-6 | 1-1 | 0-0 | 0-1 | 0-2 |
| Dandy Town Hornets                                         | 3-1  |     | 5-2 | 1-2 | 1-0 | 0-1 | 2-2 | 4-3 | 0-0 | 2-0 |
| Devonshire Cougars                                         | 2-0  | 1-2 |     | 0-4 | 2-1 | 3-1 | 2-1 | 0-2 | 0-2 | 0-0 |
| North Village Rams                                         | 7-0  | 2-2 | 1-0 |     | 3-1 | 1-1 | 2-1 | 3-0 | 1-0 | 2-0 |
| PHC Zebras                                                 | 7-2  | 1-3 | 3-2 | 0-0 |     | 0-6 | 7-1 | 3-2 | 0-3 | 4-1 |
| Robin Hood                                                 | 2-0  | 0-0 | 1-1 | 2-1 | 1-2 |     | 1-1 | 8-1 | 1-1 | 3-0 |
| Somerset Eagles                                            | 2-0  | 1-0 | 2-1 | 1-4 | 0-2 | 0-0 |     | 3-3 | 1-2 | 6-2 |
| Somerset Trojans                                           | 2-0  | 2-2 | 1-2 | 0-1 | 0-3 | 3-3 | 1-1 |     | 3-0 | 2-1 |
| Southampton Rangers                                        | 1-1  | 2-3 | 2-3 | 4-0 | 0-2 | 0-3 | 2-0 | 1-2 |     | 0-3 |
| X-Roads Warriors                                           | 10-1 | 5-7 | 1-1 | 2-2 | 4-2 | 3-3 | 1-1 | 0-1 | 3-1 |     |
| - Victoire à domicile - Match nul - Victoire à l'extérieur |      |     |     |     |     |     |     |     |     |     |

## Statistiques

### Buteurs
Ce tableau liste les meilleurs buteurs de la saison 2019-2020.
| Rang | Nom                    | Équipe             | Buts |
| 1    | Donavan Thompson       | X-Roads Warriors   | 13   |
| 2    | Cecoy Robinson         | PHC Zebras         | 12   |
| 3    | Lejuan Simmons         | Robin Hood         | 11   |
| 3    | Jaizel Smith-Deshields | North Village Rams | 11   |
| 5    | Tre Ming               | PHC Zebras         | 9    |
| 5    | Marco Warren           | PHC Zebras         | 9    |
| 7    | Clay Tillman Darrell   | Dandy Town Hornets | 7    |
| 7    | Tomiko Goater          | Robin Hood         | 7    |
| 7    | Tyrell Burgess         | X-Roads Warriors   | 7    |

## Bilan de la saison
| Championnat des Bermudes de football 2019-2020 |                               |
| Champion                                       | North Village Rams (9e titre) |
| Dauphin                                        | Dandy Town Hornets            |
| Coupes et trophées                             |                               |
| Vainqueur de la Coupe des Bermudes 2019-2020   | Finale non jouée              |
| Qualifications continentales                   |                               |
| Caribbean Club Shield 2021                     | Aucun inscrit                 |
| Promotions et relégations                      |                               |
| Promus en Premier Division                     | Devonshire Colts              |
| Promus en Premier Division                     | Saint George's Colts          |
| Relégués en First Division                     | Boulevard Blazers             |